# Pternopetalum delavayi
Pternopetalum delavayi là một loài thực vật có hoa trong họ Hoa tán. Loài này được (Franch.) Hand.-Mazz. miêu tả khoa học đầu tiên năm 1933.